# Ctenus rufisternis
Ctenus rufisternis är en spindelart som beskrevs av Pocock 1899. Ctenus rufisternis ingår i släktet Ctenus och familjen Ctenidae. Inga underarter finns listade i Catalogue of Life.